# Zalamea (Jalisco)
Zalamea es una localidad del estado mexicano de Jalisco. Es parte del municipio de La Barca.

## Demografía
| Gráfica de evolución demográfica |
|                                  |

| Censo | Población |
| ----- | --------- |
| 1900  | 630       |
| 1910  | 653       |
| 1921  | 599       |
| 1930  | 765       |
| 1940  | 600       |
| 1950  | 621       |
| 1960  | 957       |
| 1970  | 983       |
| 1980  | 1 103     |
| 1990  | 1 344     |
| 2000  | 1 459     |
| 2010  | 2 148     |
| 2020  | 2 278     |